# Elena Tarrats Gómez
Elena Tarrats Gómez (Barcelona, 19 de desembre de 1993) és una actriu de teatre, televisió i cinema i cantant catalana.

## Biografia
Nascuda a Barcelona el 1993, Tarrats va estudiar un grau mitjà en teatre musical a l'escola Memory de Barcelona. A més ha realitzat diversos cursos de cant, dansa i llenguatge musical.
Va començar la seva trajectòria professional formant part del grup musical SP3, del canal infantil Club Super3 de TV3; on va treballar fins 2011. El seu primer personatge fix en una sèrie de televisió va ser el de Gemma Fernández a la sèrie Ventdelplà de TV3, on va participar en les dues últimes temporades i on va coincidir amb Carlos Cuevas, Llorenç González i Lluïsa Mallol.
Al cinema es va estrenar al film de Ventura Pons «Mil Cretins», on va interpretar a Maria. El 2011 va tenir el seu primer paper a la televisió espanyola amb el personatge de Catalina al drama d'època d'Antena 3 Gran Hotel. Més tard li van seguir altres papers secundaris a Cuéntame cómo pasó, Família: manual de supervivència i 39 + 1.
Tot i haver participat en nombrosos projectes audiovisuals, Tarrats ha desenvolupat gran part de la seva carrera en el teatre. En 2017 va participar en L'ànec salvatge, del dramaturg noruec Henrik Ibsen dirigida per Julio Manrique al Teatre Lliure de Barcelona. Al 2018 va treballar amb la companyia catalana Dagoll Dagom en l'obra Maremar, un musical amb textos de William Shakespeare, música de Lluís Llach i amb la situació dels refugiats al sud-est d'Europa com a fil conductor.

## Filmografia

### Teatre
| Any         | Títol                                            | Direcció            | Dramaturgia                           |
| ----------- | ------------------------------------------------ | ------------------- | ------------------------------------- |
| 2011 - 2012 | Dreamin' and rappi'n                             | Moísés Maicas       |                                       |
| 2011 - 2012 | Límits                                           | Miguel ángel Raió   | Marta Solé                            |
| 2012 - 2013 | El último día de Febrero                         | Míriam Escurriola   | La Hydra (Elena Tarrats i Marc Oller) |
| 2012 - 2013 | Tot és fum. L'amor en cinc intents               | Míriam Escurriola   |                                       |
| 2014        | Generació de merda. (Un musical de llum i color) |                     | Xavi Morató i Gerard Sesé             |
| 2014        | Si quieres dulce no pidas calamares              |                     | David Pintó                           |
| 2014        | Campamentos                                      |                     | David Pintó                           |
| 2014 - 2016 | Mar i Cel                                        | Dagoll Dagom        | Àngel Guimerà                         |
| 2015        | Joc de miralls                                   | Juan Carlos Martel  | Annie Baker                           |
| 2016        | Si au Si                                         | Marjorie Currenti   | La Gran Troupe                        |
| 2016        | L'avar                                           | Josep Maria Mestres | Molière                               |
| 2017        | L'ànec salvatge                                  | Julio Manrique      | Henrik Ibsen                          |
| 2018        | Maremar                                          | Dagoll Dagom        | William Shakespeare                   |
| 2019        | El llibertí                                      | Joan Lluís Bozzo    |                                       |

### Televisió
| Any         | Títol                            | Personatge        | Cadena               | Notes       |
| ----------- | -------------------------------- | ----------------- | -------------------- | ----------- |
| 2009 - 2010 | Ventdelplà                       | Gemma Fernández   | TV3                  | Repartiment |
| 2011        | La Sagrada Família               | Carlota           | TV3                  | Episòdic    |
| 2011        | Gran Hotel                       | Catalina          | Antena 3             | Repartiment |
| 2012        | Cuéntame cómo pasó               | Reme              | TVE                  | Episòdic    |
| 2012        | Marhaba                          | Emma              |                      |             |
| 2013        | Família: Manual de supervivencia | Lídia             | Telecinco            | Repartiment |
| 2014        | 39+1                             | Michelle          | TV3                  | Episòdic    |
| 2014        | El cas dels catalans             | Elisabet Cristina | TV3                  | TV-Movie    |
| 2015        | La Xirgu                         | Sara              | TV3, TVG i Canal Sur | TV-Movie    |
| 2016        | Mar i Cel                        | Maria             | TV3                  | TV-Movie    |
| 2019        | Vida perfecta                    | Maria             | Movistar+            | Episòdic    |

### Cinema
- 2011: Mil cretins, de Ventura Pons.
- 2012: La verdadera historia de Caperucita Roja y el lobo ¿feroz?, de Dídac Cervera. Cortometraje.
- 2013: Barcelona, nit d'estiu, de Dani de la Orden.
- 2014: Ningú no pot somiar per tu, de Sergi Cervera.
- 2023: Las buenas compañías, de Silvia Munt

## Discografia
- Ma. El poder de decidir (2013): El seu primer disc en solitari, junt amb la pianista Yamini T. Prabhu.
- Cantos de poeta (2016): Primer disc de Gelria, trío de música gallega.